# 北蓮蔵

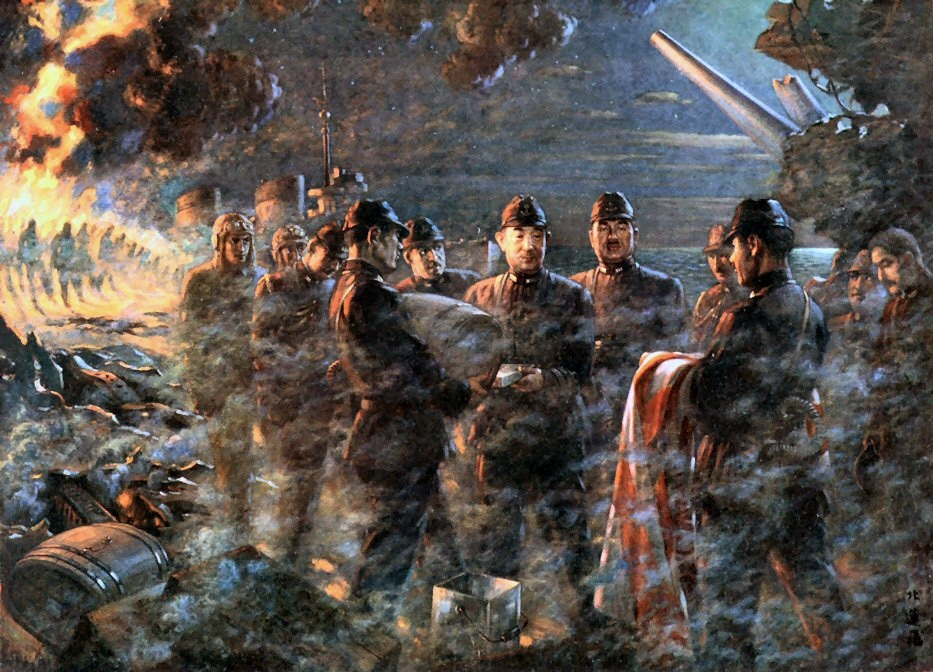
「提督の最後」 東京国立近代美術館保管（亜米利加合衆国より無期限貸与） 1943年（昭和18年）ミッドウェー海戦における山口多聞提督らの最期の場面を描いた戦争画。後景の高角砲はこの位置からは本来見えず、空母飛龍損失を印象付けない作為とも見られる。当時はこのエピソード自体があまり報道されなかったため知名度が低く、批評家から寓話の内容そのものの説明が不十分だと評された。また色彩が強引だという声が、発表当初からある。

北 蓮蔵 （きた れんぞう、明治9年（1876年）7月29日 - 昭和24年（1949年）12月21日）は、明治から昭和にかけて活動した洋画家。

## 略伝
岐阜県厚見郡北一色村（現在の岐阜市北一色）の香厳寺に、北淳心と房衛の次男として生まれる。幼少期には両親が読経を教えようとしても覚えず、絵ばかり描いていたという。1889年（明治22年）東京で女学校の教員をしていた姉を頼って上京、同郷の山本芳翠と合田清らによって設立された生巧館画塾に入る。蓮蔵は芳翠の書生をしていたと後に回想しており、また時に「芳翠二世」を名乗り、蓮蔵と芳翠を「親戚」とする同時代資料もある（真偽不明）ことから、両者は単なる画塾の師弟にとどまらない深い関係にあったようだ。更に蓮蔵は白滝幾之助、和田英作、和田三造、岡田三郎助といった同時代の画家とも交流を重ねた。
芳翠が画塾を帰朝した黒田清輝に託すると、蓮蔵も後身の天真道場で学び、1897年（明治30年）東京美術学校（現在の東京芸術大学）選科に入学、翌年卒業。白馬会展には、大画面に旧派的な色彩で描いた構想画を出品するが、良い評価はなかなか得られず次第に出品数も減っていった。この時期、博文館から出版された『少年世界』などの挿絵を手掛け初めており、蓮蔵は以後昭和初期まで多くの挿絵を描いている。
明治30年半ばになると、芳翠の助手として舞台背景画の制作に携わり、同じく芳翠が企画したと思われる日露戦争を描いた戦争画の展覧会にも参加した。当時こうした戦争画の展覧会は人気を博したらしく、1905年（明治38年）には芳翠の従軍に従って大陸にわたっている。戦争後は再び舞台背景の仕事に携わり、1911年（明治44年）には帝国劇場に入社、背景主任として多くの舞台背景を手掛けるようになる。1914年（大正3年）には薄拙太郎に背景主任を譲り帝劇を退社するが、大正期には背景制作のみならず、舞台全体の指導も行ったようだ。他にも1907年（明治40年）の東京勧業博覧会や1914年の大正博覧会で建てられたパビリオンの設営・装飾にも参加している。
帝劇退社後は、同時代の画家に比べて遅まきながらも文展・帝展に出品・入選し、画家としてのキャリアを重ねていく。1927年（昭和2年）7月、師・芳翠に倣ってかフランスに渡る。フランスでは、美大の後輩で帝劇では部下でもあった香田勝太の世話になる。2年後の1929年（昭和4年）9月頃帰国。帰国後も官展へ出品を続けるが、一方で皇国三千年の歴史を絵画によって知らしめようとする国史絵画館関連の制作に関わり、海軍とも関係を深めていく。代表作の一つ「提督の最後」も「海軍報道班員」の資格で、1943年（昭和18年）第二回大東亜戦争美術展に海軍作戦記録画として出品した作品であり、同展では審査員も務めている。戦後間もない1949年（昭和24年）恵比寿の自宅で食道癌により逝去。享年74。蓮蔵のアトリエは、姪の北八代が引き継いだ。八代は叔父の影響で日本画から洋画へ転向し、光風会会員、女流画家協会委員として活躍している。

## 主な作品
| タイトル             | 制作年                     | 技法・素材       | サイズ（cm） | 所蔵先                                                 | 備考 |
| -------------------- | -------------------------- | ---------------- | ------------ | ------------------------------------------------------ | --- |
| 風景                 | 1899年（明治32年）         | キャンバス・油彩 | 小品         | 府中市美術館                                           | |
| 岩倉邸行幸           | 1927年（昭和2年）11月奉納  |                  |              | 聖徳記念絵画館                                         | 同様の絵が、西宮神社、海晏寺、岩倉具視関係資料（京都市蔵）にもある。岩倉具視関係資料のものは、大正14年5月に描かれた絵画館の縮小版。西宮神社のものには升目があり、絵画館にある作品を描く際に拡大して用いたとされる。なお、本画で描かれている部屋も、西宮神社に六英堂として現存する。 |
| コンセルジュ         | 1929年（昭和4年）          | キャンバス・油彩 |              | 岐阜県美術館                                           | 第10回帝展出品 |
| 椅子によりて         | 1933年（昭和8年）          | キャンバス・油彩 |              | 東京国立博物館                                         | |
| 鍾馗図               | 1926-35年（昭和元年-10年） | キャンバス・油彩 |              | 神奈川県立近代美術館                                   | |
| 気清                 | 1936年（昭和11年）         | キャンバス・油彩 | 71.5x89.5    | 東京国立近代美術館                                     | 文展招待展 |
| 石橋正二郎とその家族 | 1938-39年（昭和13-14年）   | キャンバス・油彩 |              | 個人                                                   | 1938年（昭和13年〉夏に避暑地の軽井沢で石橋幹一郎が撮影した写真を元に制作。 |
| 奉天入城             | 1933-42年                  | キャンバス・油彩 | 150x180      | 神宮徴古館                                             | |
| 明治天皇             | 1933-42年                  | キャンバス・油彩 | 150x180      | 神宮徴古館                                             | 明治45年（1912年）7月明治天皇の御病気が伝えられた際、二重橋前で平癒を祈る群衆たち。星野画廊には本図とほとんど同じ縮小画がある。 |
| 提督の最期           | 1943年頃                   | キャンバス・油彩 | 239.0x300.0  | 東京国立近代美術館保管（亜米利加合衆国より無期限貸与） | 第2回大東亜戦争美術展。『開運!なんでも鑑定団』で本作品の縮小画が紹介されたことがある。 |
| 花鳥屏風             |                            | 二曲一隻・著色   |              | 浜松市美術館                                           | |